# Threóza
Threóza (v chemii threosa) je monosacharid patřící mezi aldózy a tetrózy. Název threóza lze použít pro oba enantiomery, D-threózu a L-threózu, i (obecněji) pro jejich racemickou směs.
K označení organických sloučenin, majících na dvou sousedních chirálních centrech konfiguraci obdobnou jako threóza, se někdy používá předpona threo-, odvozená od názvu tohoto sacharidu (obdobná přípona erythro- se používá pro konfiguraci obdobnou epimerní erythróze).